# Sveti Nikole

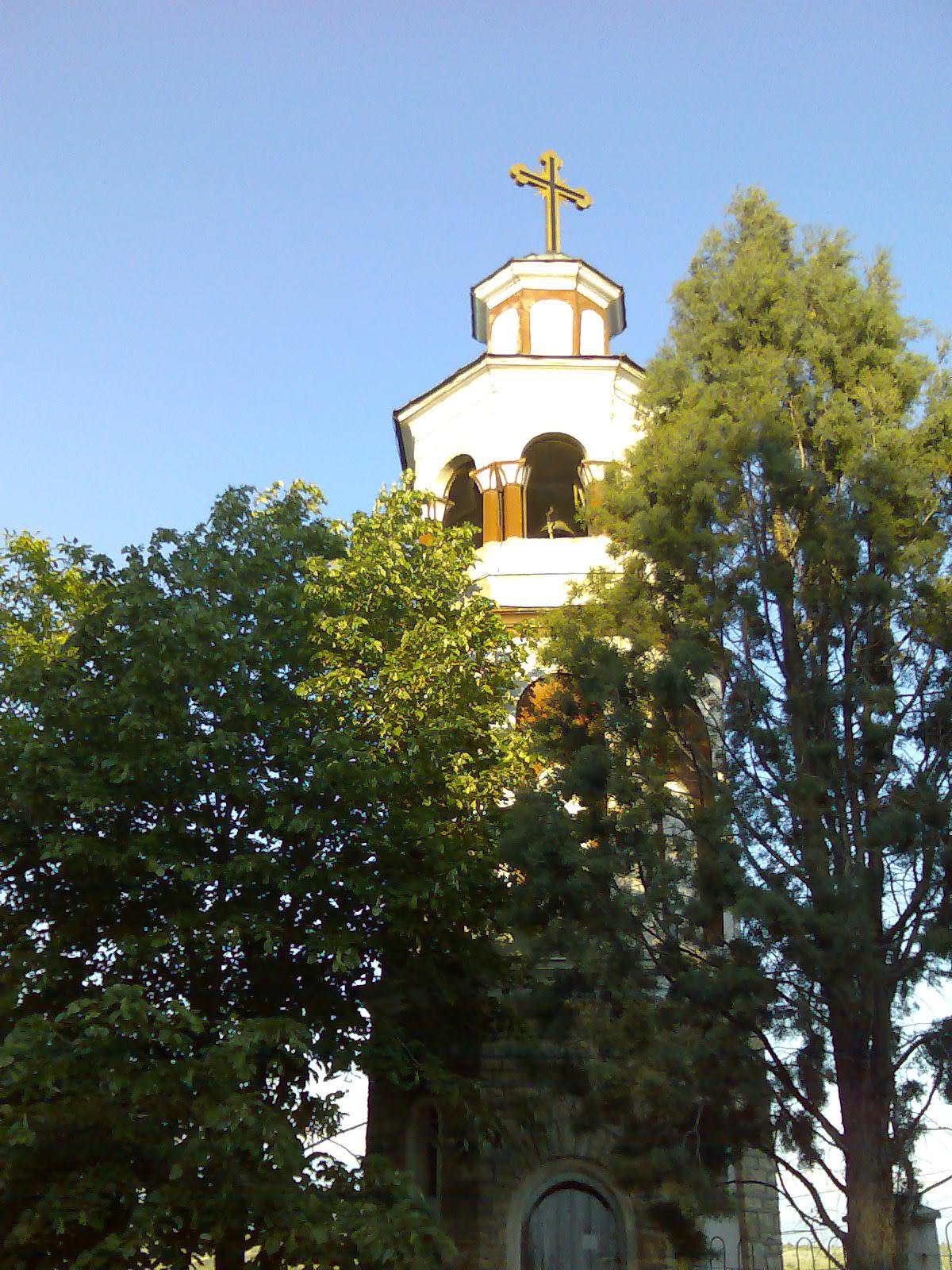
Turnul cu ceas

Sveti Nikole (în macedoneană Свети Николе) este un oraș din Republica Macedonia.